# Cynthia Rylant
Cynthia Rylant (6 de junio de 1954 en Hopewell, West Virginia) es una escritora estadounidense. Ha escrito más de cien libros de literatura infantil, incluyendo obras de ficción (libros ilustrados, historias cortas y novelas), no ficción y poesía. Muchos de sus libros han ganado premios y reconocimientos, incluyendo su novela Missing May, ganadora en 1993 de la Medalla Newbery y A Fine White Dust, libro ganador del galardón en 1987. Dos de sus libros fueron condecorados con la Medalla Caldecott.
Muchos de sus libros relatan su propia niñez en Appalachia, sus mascotas, la vida en familia y los sentimientos de las personas solitarias. Muchas de sus obras están escritas a modo de series.